# Seznam zmagovalcev Odprtega prvenstva ZDA - ženske posamično
Seznam zmagovalcev teniškega turnirja Odprto prvenstvo ZDA med ženskami posamično.

## Zmagovalke po letih
| Leto | Zmagovalka               | Druga                        | Rezultat finala         |
| ---- | ------------------------ | ---------------------------- | ----------------------- |
| 1887 | Ellen Hansell            | Laura Knight                 | 6-1, 6-0                |
| 1888 | Bertha Townsend          | Ellen Hansell                | 6-3, 6-5                |
| 1889 | Bertha Townsend          | Lida Voorhees                | 7-5, 6-2                |
| 1890 | Ellen Roosevelt          | Bertha Townsend              | 6-2, 6-2                |
| 1891 | Mabel Cahill             | Ellen Roosevelt              | 6-4, 6-1, 4-6, 6-3      |
| 1892 | Mabel Cahill             | Elisabeth Moore              | 5-7, 6-3, 6-4, 4-6, 6-2 |
| 1893 | Aline Terry              | Augusta Schultz              | 6-1, 6-3                |
| 1894 | Helen Hellwig            | Aline Terry                  | 7-5, 3-6, 6-0, 3-6, 6-3 |
| 1895 | Juliette Atkinson        | Helen Hellwig                | 6-4, 6-2, 6-1           |
| 1896 | Elisabeth Moore          | Juliette Atkinson            | 6-4, 4-6, 6-2, 6-2      |
| 1897 | Juliette Atkinson        | Elisabeth Moore              | 6-3, 6-3, 4-6, 3-6, 6-3 |
| 1898 | Juliette Atkinson        | Marion Jones                 | 6-3, 5-7, 6-4, 2-6, 7-5 |
| 1899 | Marion Jones             | Maud Banks                   | 6-1, 6-1, 7-5           |
| 1900 | Myrtle McAteer           | Edith Parker                 | 6-2, 6-2, 6-0           |
| 1901 | Elisabeth Moore          | Myrtle McAteer               | 6-4, 3-6, 7-5, 2-6, 6-2 |
| 1902 | Marion Jones             | Elisabeth Moore              | 6-1, 1-0, pred.         |
| 1903 | Elisabeth Moore          | Marion Jones                 | 7-5, 8-6                |
| 1904 | May Sutton               | Elisabeth Moore              | 6-1, 6-2                |
| 1905 | Elisabeth Moore          | Helen Homans                 | 6-4, 5-7, 6-1           |
| 1906 | Helen Homans             | Maud Barger-Wallach          | 6-4, 6-3                |
| 1907 | Evelyn Sears             | Carrie Neely                 | 6-3, 6-2                |
| 1908 | Maud Barger-Wallach      | Evelyn Sears                 | 6-3, 1-6, 6-3           |
| 1909 | Hazel Hotchkiss Wightman | Maud Barger-Wallach          | 6-0, 6-1                |
| 1910 | Hazel Hotchkiss Wightman | Louise Hammond               | 6-4, 6-2                |
| 1911 | Hazel Hotchkiss Wightman | Florence Sutton              | 8-10, 6-1, 9-7          |
| 1912 | Mary Browne              | Eleonora Sears               | 6-4, 6-2                |
| 1913 | Mary Browne              | Dorothy Green                | 6-2, 7-5                |
| 1914 | Mary Browne              | Marie Wagner                 | 6-2, 1-6, 6-1           |
| 1915 | Molla Bjurstedt          | Hazel Hotchkiss Wightman     | 4-6, 6-2, 6-0           |
| 1916 | Molla Bjurstedt          | Louise Hammond Raymond       | 6-0, 6-1                |
| 1917 | Molla Bjurstedt          | Marion Vanderhoef            | 4-6, 6-0, 6-2           |
| 1918 | Molla Bjurstedt          | Eleanor E. Goss              | 6-4, 6-3                |
| 1919 | Hazel Hotchkiss Wightman | Marion Zinderstein           | 6-1, 6-2                |
| 1920 | Molla Mallory            | Marion Zinderstein           | 6-3, 6-1                |
| 1921 | Molla Mallory            | Mary Browne                  | 4-6, 6-4, 6-2           |
| 1922 | Molla Mallory            | Helen Wills                  | 6-3, 6-1                |
| 1923 | Helen Wills              | Molla Mallory                | 6-2, 6-1                |
| 1924 | Helen Wills              | Molla Mallory                | 6-1, 6-3                |
| 1925 | Helen Wills              | Kathleen McKane              | 3-6, 6-0, 6-2           |
| 1926 | Molla Mallory            | Elizabeth Ryan               | 4-6, 6-4, 9-7           |
| 1927 | Helen Wills              | Betty Nuthall                | 6-1, 6-4                |
| 1928 | Helen Wills              | Helen Jacobs                 | 6-2, 6-1                |
| 1929 | Helen Wills              | Phoebe Holcroft Watson       | 6-4, 6-2                |
| 1930 | Betty Nuthall            | Anna McCune Harper           | 6-1, 6-4                |
| 1931 | Helen Wills Moody        | Eileen Bennett Whittingstall | 6-4, 6-1                |
| 1932 | Helen Jacobs             | Carolin Babcock              | 6-2, 6-2                |
| 1933 | Helen Jacobs             | Helen Wills Moody            | 8-6, 3-6, 3-0, pred.    |
| 1934 | Helen Jacobs             | Sarah H. Palfrey             | 6-1, 6-4                |
| 1935 | Helen Jacobs             | Sarah H. Palfrey Fabyan      | 6-2, 6-4                |
| 1936 | Alice Marble             | Helen Jacobs                 | 4-6, 6-3, 6-2           |
| 1937 | Anita Lizana             | Jadwiga Jedrzejowska         | 6-4, 6-2                |
| 1938 | Alice Marble             | Nancye Wynne                 | 6-0, 6-3                |
| 1939 | Alice Marble             | Helen Jacobs                 | 6-0, 8-10, 6-4          |
| 1940 | Alice Marble             | Helen Jacobs                 | 6-2, 6-3                |
| 1941 | Sarah Palfrey Cooke      | Pauline Betz                 | 7-5, 6-2                |
| 1942 | Pauline Betz             | Louise Brough                | 4-6, 6-1, 6-4           |
| 1943 | Pauline Betz             | Louise Brough                | 6-3, 5-7, 6-3           |
| 1944 | Pauline Betz             | Margaret Osborne             | 6-3, 8-6                |
| 1945 | Sarah Palfrey Cooke      | Pauline Betz                 | 3-6, 8-6, 6-4           |
| 1946 | Pauline Betz             | Patricia Canning             | 11-9, 6-3               |
| 1947 | Louise Brough            | Margaret Osborne             | 8-6, 4-6, 6-1           |
| 1948 | Margaret Osborne duPont  | Louise Brough                | 4-6, 6-4, 15-13         |
| 1949 | Margaret Osborne duPont  | Doris Hart                   | 6-3, 6-1                |
| 1950 | Margaret Osborne duPont  | Doris Hart                   | 6-4, 6-3                |
| 1951 | Maureen Connolly         | Shirley Fry                  | 6-3, 1-6, 6-4           |
| 1952 | Maureen Connolly         | Doris Hart                   | 6-3, 7-5                |
| 1953 | Maureen Connolly         | Doris Hart                   | 6-2, 6-4                |
| 1954 | Doris Hart               | Louise Brough                | 6-8, 6-1, 8-6           |
| 1955 | Doris Hart               | Patricia Ward                | 6-4, 6-2                |
| 1956 | Shirley Fry              | Althea Gibson                | 6-3, 6-4                |
| 1957 | Althea Gibson            | Louise Brough                | 6-3, 6-2                |
| 1958 | Althea Gibson            | Darlene Hard                 | 3-6, 6-1, 6-2           |
| 1959 | Maria Bueno              | Christine Truman             | 6-1, 6-4                |
| 1960 | Darlene Hard             | Maria Bueno                  | 6-4, 10-12, 6-4         |
| 1961 | Darlene Hard             | Ann Haydon                   | 6-3, 6-4                |
| 1962 | Margaret Smith           | Darlene Hard                 | 9-7, 6-4                |
| 1963 | Maria Bueno              | Margaret Smith               | 7-5, 6-4                |
| 1964 | Maria Bueno              | Carole Caldwell Graebner     | 6-1, 6-0                |
| 1965 | Margaret Smith           | Billie Jean Moffitt          | 8-6, 7-5                |
| 1966 | Maria Bueno              | Nancy Richey                 | 6-3, 6-1                |
| 1967 | Billie Jean King         | Ann Haydon Jones             | 11-9, 6-4               |
| 1968 | Virginia Wade            | Billie Jean King             | 6-4, 6-2                |
| 1969 | Margaret Smith Court     | Nancy Richey                 | 6-2, 6-2                |
| 1969 | Margaret Smith Court     | Virginia Wade                | 4-6, 6-3, 6-0           |
| 1970 | Margaret Smith Court     | Rosemary Casals              | 6-2, 2-6, 6-1           |
| 1971 | Billie Jean King         | Rosemary Casals              | 6-4, 7-6                |
| 1972 | Billie Jean King         | Kerry Melville               | 6-3, 7-5                |
| 1973 | Margaret Smith Court     | Evonne Goolagong             | 7-6, 5-7, 6-2           |
| 1974 | Billie Jean King         | Evonne Goolagong             | 3-6, 6-3, 7-5           |
| 1975 | Chris Evert              | Evonne Goolagong             | 5-7, 6-4, 6-2           |
| 1976 | Chris Evert              | Evonne Goolagong             | 6-3, 6-0                |
| 1977 | Chris Evert              | Wendy Turnbull               | 7-6, 6-2                |
| 1978 | Chris Evert              | Pam Shriver                  | 7-5, 6-4                |
| 1979 | Tracy Austin             | Chris Evert Lloyd            | 6-4, 6-3                |
| 1980 | Chris Evert Lloyd        | Hana Mandlíková              | 5-7, 6-1, 6-1           |
| 1981 | Tracy Austin             | Martina Navrátilová          | 1-6, 7-6, 7-6           |
| 1982 | Chris Evert Lloyd        | Hana Mandlíková              | 6-3, 6-1                |
| 1983 | Martina Navrátilová      | Chris Evert Lloyd            | 6-1, 6-3                |
| 1984 | Martina Navrátilová      | Chris Evert Lloyd            | 4-6, 6-4, 6-4           |
| 1985 | Hana Mandlíková          | Martina Navrátilová          | 7-6, 1-6, 7-6           |
| 1986 | Martina Navrátilová      | Helena Suková                | 6-3, 6-2                |
| 1987 | Martina Navrátilová      | Steffi Graf                  | 7-6, 6-1                |
| 1988 | Steffi Graf              | Gabriela Sabatini            | 6-3, 3-6, 6-1           |
| 1989 | Steffi Graf              | Martina Navrátilová          | 3-6, 7-5, 6-1           |
| 1990 | Gabriela Sabatini        | Steffi Graf                  | 6-2, 7-6                |
| 1991 | Monika Seleš             | Martina Navrátilová          | 7-6, 6-1                |
| 1992 | Monika Seleš             | Arantxa Sánchez Vicario      | 6-3, 6-3                |
| 1993 | Steffi Graf              | Helena Suková                | 6-3, 6-3                |
| 1994 | Arantxa Sánchez Vicario  | Steffi Graf                  | 1-6, 7-6, 6-4           |
| 1995 | Steffi Graf              | Monika Seleš                 | 7-6, 0-6, 6-3           |
| 1996 | Steffi Graf              | Monika Seleš                 | 7-5, 6-4                |
| 1997 | Martina Hingis           | Venus Williams               | 6-0, 6-4                |
| 1998 | Lindsay Davenport        | Martina Hingis               | 6-3, 7-5                |
| 1999 | Serena Williams          | Martina Hingis               | 6-3, 7-6(4)             |
| 2000 | Venus Williams           | Lindsay Davenport            | 6-4, 7-5                |
| 2001 | Venus Williams           | Serena Williams              | 6-2, 6-4                |
| 2002 | Serena Williams          | Venus Williams               | 6-4, 6-3                |
| 2003 | Justine Henin-Hardenne   | Kim Clijsters                | 7-5, 6-1                |
| 2004 | Svetlana Kuznecova       | Jelena Dementjeva            | 6-3, 7-5                |
| 2005 | Kim Clijsters            | Mary Pierce                  | 6-3, 6-1                |
| 2006 | Marija Šarapova          | Justine Henin-Hardenne       | 6-4, 6-4                |
| 2007 | Justine Henin            | Svetlana Kuznecova           | 6–1, 6–3                |
| 2008 | Serena Williams          | Jelena Janković              | 6–4, 7–5                |
| 2009 | Kim Clijsters            | Caroline Wozniacki           | 7–5, 6–3                |
| 2010 | Kim Clijsters            | Vera Zvonarjova              | 6–2, 6–1                |
| 2011 | Samantha Stosur          | Serena Williams              | 6–2, 6–3                |
| 2012 | Serena Williams          | Viktorija Azarenka           | 6–2, 2–6, 7–5           |
| 2013 | Serena Williams          | Viktorija Azarenka           | 7–5, 6–7(6–8), 6–1      |
| 2014 | Serena Williams          | Caroline Wozniacki           | 6–3, 6–3                |
| 2015 | Flavia Pennetta          | Roberta Vinci                | 7–6(7–4), 6–2           |
| 2016 | Angelique Kerber         | Karolína Plíšková            | 6–3, 4–6, 6–4           |
| 2017 | Sloane Stephens          | Madison Keys                 | 6–3, 6–0                |
| 2018 | Naomi Osaka              | Serena Williams              | 6–2, 6–4                |
| 2019 | Bianca Andreescu         | Serena Williams              | 6–3, 7–5                |
| 2020 | Naomi Osaka              | Viktorija Azarenka           | 1–6, 6–3, 6–3           |
| 2021 | Emma Raducanu            | Leylah Fernandez             | 6–4, 6–3                |
| 2022 | Iga Świątek              | Ons Jabeur                   | 6–2, 7–6(7–5)           |
| 2023 | Coco Gauff               | Arina Sabalenka              | 2–6, 6–3, 6–2           |
| 2024 | Arina Sabalenka          | Jessica Pegula               | 7–5, 7–5                |